# Vladimir Bogojevič
Pour les articles homonymes, voir Bogojevic.
Vladimir Bogojevič, né le 20 avril 1976, à Kraljevo, en République fédérative socialiste de Yougoslavie, est un ancien joueur et entraîneur de basket-ball bosnien naturalisé allemand. Il évolue aux postes de meneur et d'arrière.

## Palmarès
- Champion d'Allemagne 1998, 1999, 2000
- Coupe d'Allemagne 1999, 2004